# Cesena
Cesena [tje-] är en ort och kommun i den italienska regionen Emilia-Romagna, cirka 15 km från Adriatiska havet. Kommunen hade 97 210 invånare (2018) och gränsar till kommunerna Bertinoro, Cervia, Cesenatico, Civitella di Romagna, Gambettola, Longiano, Meldola, Mercato Saraceno, Montiano, Ravenna, Roncofreddo samt Sarsina.
Staden var ursprungligen en umbrisk stad som togs över av romarna på 200-talet f.Kr. Plinius omnämner Cesenas vin som bland de bästa.
Cesena är påvarna Pius VI:s och Pius VII:s födelsestad. Pius VIII var biskop i staden innan han blev påve, så Cesena kallar sig De tre påvarnas stad. Den är alltså ett biskopssäte och har en katedralkyrka. I det stora biblioteket, som grundades 1452 av Cesenas dåvarande härskare, Domenico Malatesta, finns värdefulla handskrifter. 
Den 30 mars 1815 vann Murat en seger över österrikarna i Cesena.
I Cesena finns vin-, trädgårds- och silkesodling samt svavelgruvor.